# Rejon kachowski (1923–2020)
Rejon kachowski – dawna jednostka administracyjna Ukrainy, w składzie obwodu chersońskiego. W lipcu 2020 skonsolidowana w wyniku reformy administracyjno-terytorialnej.